# Драгоил
Драгоил е село в Западна България. То се намира в Община Драгоман, Софийска област.

## География
Село Драгоил се намира в планински район.

## История
В съкратен регистър на Пиротския кадилък от 1530 година Драгоил е отбелязано като село с 10 домакинства, 1 неженен и 1 вдовица. Други 2 домакинства са войнушки, част от джемаата на Радивой, син на Станко от село Турка.

## Други
Селото е благоустроено, с поддържана инфраструктура.
Изградени са водоснабдителна, електропреносна, съобщителна мрежи. Липсва канализационна мрежа. Има покритие на всички мобилни оператори.
Тук има кметство.
Учебни заведения и лекарски практики има в общинския център – Драгоман, а здравни заведения – в областния център – София.
Транспортните връзки между населените места са осигурени с железопътен и автобусен транспорт. По тази дестинация пътуват и маршрутни таксита.
В близост преминава международен път Е-80, свързващ Западна Европа и Близкия изток.